# Желтушка северная
Желтушка северная (лат. Colias tyche ) — дневная бабочка из семейства желтушки (Colias). Длина переднего крыла 18 — 21 мм. Крылья самцов сверху зеленовато-желтого цвета, самок — зеленовато-белые.

## Этимология латинского названия

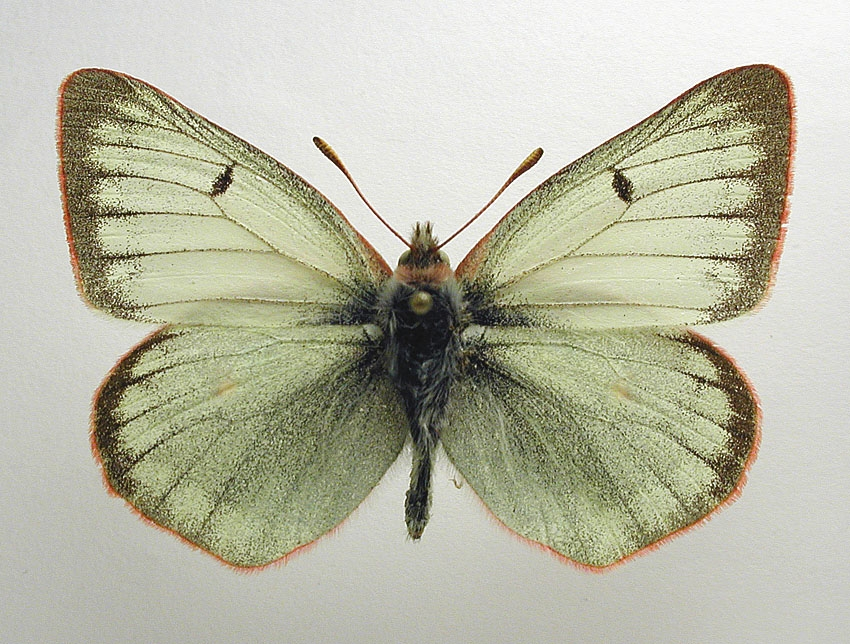
Самка

Тихе (греческая мифология) — божество случая и удачи.

## Ареал и места обитания
Арктическая Фенноскандия, Кольский полуостров, Полярный Урал, полуострова Таймыр и Ямал, горные районы Сибири к югу до Алтая, Саян, Забайкалья, Монголии, Северной Кореи, Северного Приамурья, к востоку до Чукотки и Камчатки, Аляска.
Бабочки населяют каменистые горные и мохово-кустарничковые тундры, ивняки в тундрах разных типов.

## Биология
За год развивается в одном поколении. Время лёта в конце июня — июле. Самки откладывают яйца на листья кормовых растений. Гусеницы зимуют, вероятно, дважды. Иногда может зимовать куколка. Кормовые растения гусениц: астрагал альпийский (Astragalus alpinus), Astragalus, черника.

## Замечания по охране
Вид включен в «Красную книгу Европейских дневных бабочек» с категорией SPEC3 — вид, обитающий как в Европе, так и за ее пределами, но находящийся на территории Европы под угрозой исчезновения.
Охраняется в местах локального обитания в Финляндии.